# 창원컨벤션센터
창원컨벤션센터(CECO, Changwon Exhibition Convention Center)는 대한민국 창원시 성산구 대원동에 위치하고 있는 전시 및 회의 전문시설이다. 2008년 제10회 람사르 총회를 개최한 장소이기도 한 창원컨벤션센터는 "산업과 자연이 공존하는 컨벤션센터"를 슬로건으로 내세우고 있다. 인근의 특 1급호텔인 풀만호텔과 쇼핑 및 엔터테인먼트 공간인 더 시티7과 연계되어 있는 것이 특징이다.

## 연혁
- 2002년 12월 창원컨벤션센터착공
- 2004년 12월 경상남도, 창원시, 코엑스와 조인식 체결
- 2005년 9월 9일 창원컨벤션센터 개관
- 2008년 5월 창원컨벤션센터 연계시설 개관
- 2008년 9월 컨벤션홀 및 주차장 증축
- 2008년 10월 28일 ~ 11월 4일 제 10회 람사르당사국 총회 개최
- 2011년 10월 10일 ~ 10월 21일 유엔사막화방지협약 제10차 총회 개최
- 2021년 7월 1일 성산구로 주소 변경

## 시설
창원컨벤션센터는 42,796m²의 부지에 세워진 지상 6층 규모의 대형 시설이다. 옥내 및 옥외 전시장과 대회의실, 중소회의실, 컨벤션홀, 중소기업지원센터 등의 시설이 갖추어져 있다.
- 연계시설
  - 풀만호텔 - 지상 15층, 지하 3층 규모의 특 1급 호텔이다. 창원컨벤션센터(CECO)와는 구름다리로 연결되어 있다.
  - 더 시티7 - 지상 5층, 지하 3층 규모에 97,020m²면적의 대형 쇼핑몰이다. 롯데마트, CGV등이 입점해 있다.

## 현황과 평가
창원컨벤션센터는 2005년부터 2010년 현재까지 연 평균 1,100여건의 전시컨벤션, 기업 행사, 문화 행사등을 개최하였으며, 매년 100만여 명의 사람들이 이곳을 방문하고 있다. 창원시와 창원컨벤션사업단의 2010년 1월 설문조사에서 창원시민들은 창원컨벤션센터(CECO)가 지역이미지에 크게 기여하는 것으로 평가하였다.

## 사진

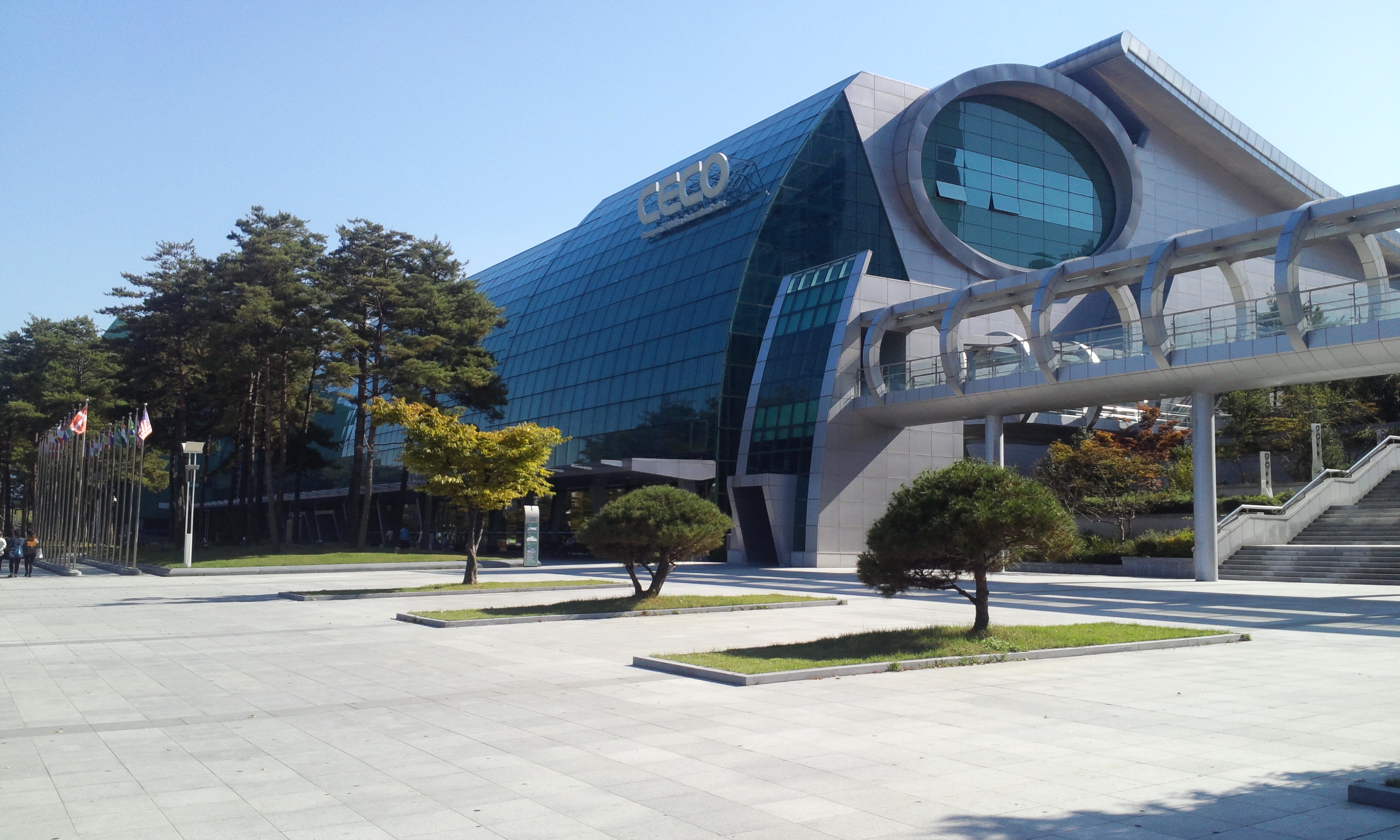
창원컨벤션센터 2013년 10월